# Air Faisal
Air Faisal era una compagnia aerea cargo, con sede nel Regno Unito, che negli anni '70 gestiva una piccola flotta di Bristol Britannia adattati al trasporto merci.

## Storia

### Operazioni iniziali
Air Faisal era stata fondata nel 1975 da due uomini d'affari anglo-indiani (Patel e Iqbal Raj) con l'intenzione di operare dei voli charter tra Birmingham e destinazioni nel Golfo Persico utilizzando un singolo Bristol Type 235F Britannia precedentemente appartenuto alla RAF (codice di registrazione G-BDLZ). Questi voli avevano lo scopo di trasportare prodotti freschi ai negozi dei proprietari a Birmingham. I piani sono stati ritardati dalla mancanza da parte dell'azienda di un COA che consentisse agli aeromobili di volare, il che portò ad una controversia con la CAA, come hanno sostenuto i fondatori di Air Faisal, poiché operavano i voli charter per conto di Airwork India, cosa non richiesta. È stato negoziato un compromesso che consentiva ad un dato aereo di volare con i codici di volo di Air India.
Nel febbraio 1977, un altro Britannia (G-BEMZ) fu acquistato dalla società e nell'ottobre dello stesso anno la CAA concesse finalmente un COA. Un terzo Britannia, (5Y-AYR), è stato noleggiato da African Safari Airways e utilizzato per trasportare frutta fresca a Birmingham dal Kenya.

## Problemi e chiusura
Il 10 agosto 1978, G-BEMZ tornò a Birmingham da Larnaca, Cipro, con un carico di uva a bordo. Gli ufficiali dell'HM Revenue and Customs perquisirono l'aereo e trovarono circa 100 kg di cannabis nascosti nell'aereo, portando alla sua confisca. Inoltre, la corrosione causata dagli escrementi animali dei voli di trasporto bestiame per Milano rese il restante Britannia, G-BDLZ, non più idoneo allo scopo, portando alla vendita del velivolo e alla sua demolizione all'aeroporto di Luton nel 1979. Il COA della compagnia aerea è stato revocato dalla CAA il 7 settembre 1978, e Patel venne infine condannato per contrabbando di resina di cannabis nel Regno Unito. Il Britannia sequestrato (G-BDLZ) è stato venduto prima a Redcoat Air Cargo e poi a Katale Aero Transport.

## Destinazioni
- Regno Unito
  - Birmingham, Aeroporto di Birmingham
  - Manston, Aeroporto di Manston
- India
  - Bombay, Aeroporto di Bombay
- Emirati Arabi Uniti
  - Dubai, Aeroporto Internazionale di Dubai e aeroporto di Dubai Sharjah
- Grecia e Cipro
  - Larnaca. Aeroporto Internazionale di Larnaca

## Flotta
La flotta di Air Faisal era composta da tre Bristol Britannia per il trasporto delle merci.